# Coscinodiscophyceae

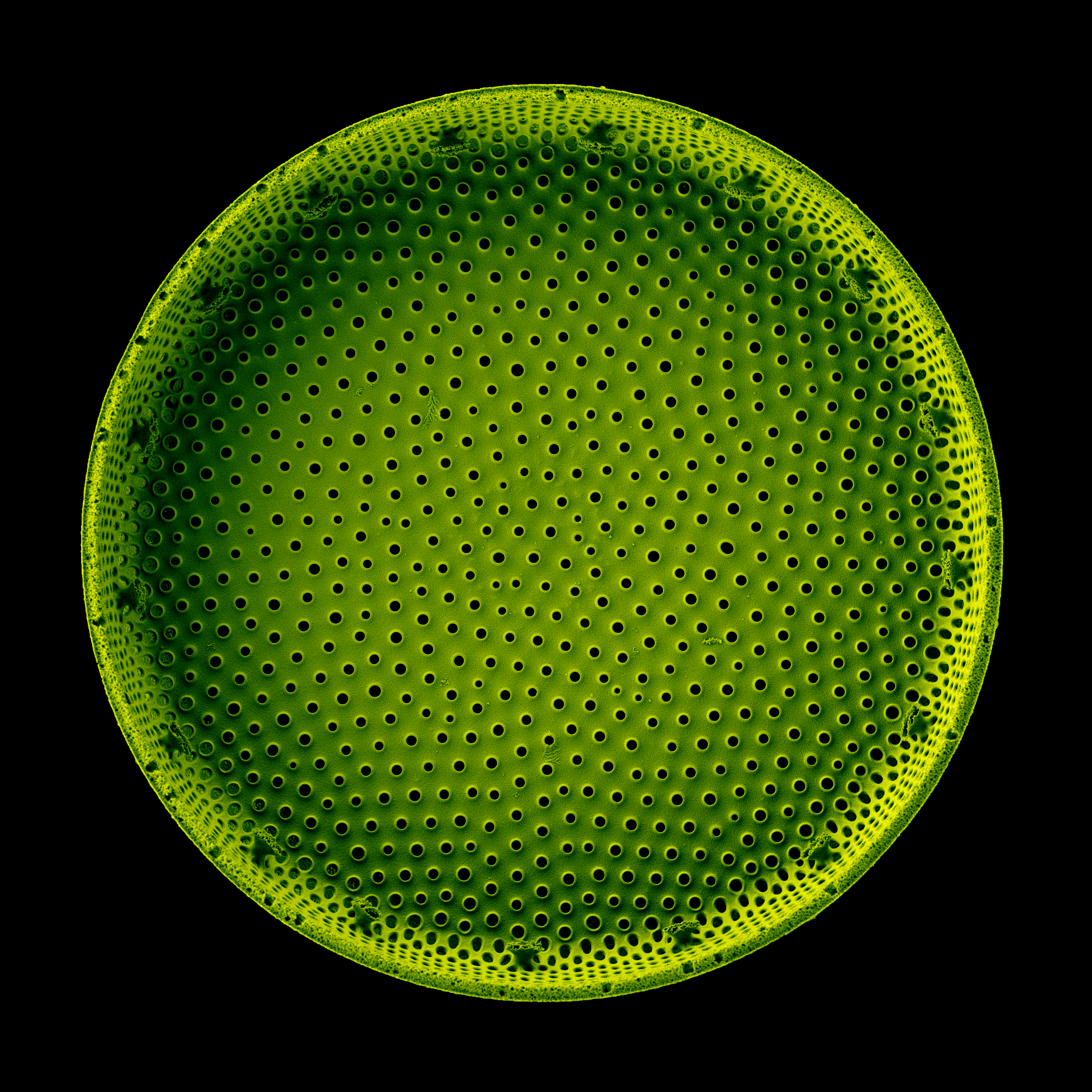
Coscinodiscus oculus-iridis aus der Unterklasse Coscinodiscales (Foto: Pavel Somov)

Die Coscinodiscophyceae sind eine Klasse der Kieselalgen (Diatomeen). Früher wurden sie als zentrische Kieselalgen (Centralis) bezeichnet.

## Merkmale
Alle Arten gehören zum Plankton. Sie besitzen viele kleine Chloroplasten. Im vegetativen Stadium sind sie nicht beweglich. Nur die Spermatozoiden, also die männlichen Gameten, können sich mit Hilfe einer apikalen Geißel bewegen. Sie verschmelzen mit einer weiblichen Eizelle und es entsteht eine sogenannte Auxospore. Auch Ruhestadien werden von vielen Arten gebildet. Diese werden von Algen im vegetativen Zustand gebildet und unterscheiden sich morphologisch von den vegetativen Zellen.
Der frühere Begriff zentrische Kieselalgen ist nicht ganz zutreffend, da es auch radiär- bis bilateralsymmetrische Vertreter gibt. Die Cymatosiraceae sind ein Beispiel hierfür.

## Systematik
Es folgt eine Liste einiger Unterklassen  und Ordnungen (Stand: Mai 2021):
- Unterklasse Archaegladiopsophycidae Nikolaev & Harwood
  - Archaegladiopsidales Nikolaev & Harwood
  - Gladiales Nikolaev & Harwood
  - Stephanopyxales Nikolaev

- Unterklasse Corethrophycidae Round & R.M.Crawford
  - Corethrales Round & R.M.Crawford

- Unterklasse Coscinodiscophycidae Round & R.M.Crawford
  - Arachnoidiscales Round
  - Asterolamprales Round
  - Coscinodiscales Round
  - Ethmodiscales Round
  - Paraliales R.M.Crawford
  - Stellarimales Nikolaev & Harwood
  - Stictocyclales Round
  - Stictodiscales Round & R.M.Crawford